# Postal Automobile & Engineering Company
Postal Automobile & Engineering Company war ein US-amerikanischer Hersteller von Automobilen. Es findet sich auch die Firmierung Postal Auto & Engine Company.

## Unternehmensgeschichte
Fred Postal gründete 1906 das Unternehmen in Bedford in Indiana. Er übernahm das Werk der aufgelösten Anderson Machine Company und begann mit der Produktion von Automobilen. Der Markenname lautete Postal. 1908 endete die Produktion.
Die Buggy Car Company übernahm das Unternehmen.

## Fahrzeuge
Im Angebot stand mit dem Model 2 ein Highwheeler. Mit den großen Rädern war das Fahrzeug für die damaligen schlechten Straßen gut geeignet. Es hatte ein Fahrgestell mit 178 cm Radstand.
Der Zweizylindermotor hatte 107,95 mm Bohrung, 101,6 mm Hub und 1860 cm³ Hubraum. Er war luftgekühlt und leistete 12,5 PS. Er war unter dem Sitz montiert und trieb die Hinterachse an. Der Aufbau war ein Runabout mit zwei Sitzen. Gelenkt wurde mit einem Lenkhebel. Der Neupreis betrug 475 US-Dollar.